# Extrême limite
Extrême limite è una telenovela francese trasmessa dapprima su TF1, successivamente su TF6 e NRJ12, dal 1994 al 1995.